# Wahak Hotrontk, Arizona
Wahak Hotrontk je naseljeno područje za statističke svrhe u američkoj saveznoj državi Arizona. Prema popisu stanovništva iz 2010. u njemu je živjelo 114 stanovnika.